# Луси Даймънд
Сю Монгредиън (на английски: Sue Mongredien) е английска писателка на произведения в жанровете детска литература, чиклит и любовен роман. Пише и под псевдонимите Луси Даймънд (на английски: Lucy Diamond), Александра Мос (Alexandra Moss) и съвместния псевдоним Дейзи Медоуз (Daisy Meadows).

## Биография и творчество
Родена е през 1970 г. в Нотингам, Англия. Има 3 братя и сестри. Следва английска филология в университета в Лийдс.
След дипломирането си се премества в Лондон и работи като асистент редактор на „Детски книги“ в издателствата „Random House“ и „Transworld“. После в продължение на година и половина пътува по света, включително до Австралия и Нова Зеландия. След завръщането си в Англия продължава да работи известно време в „Oxford University Press“ в Оксфорд, а след това за BBC в Лондон. Едновременно започва да пише детско-юношеска литература и взема вечерен курс по творческо писане.
Първият ѝ роман за юноши „Rough Diamonds“ (Нешлифовани диаманти) е издаден през 1995 г.
Премествайки се със семейството си в Брайтън, започва да пише произведения за възрастни. Първият ѝ роман „Any Way You Want Me“ (Както ме желаете) е издаден през 2007 г. под псевдонима Луси Даймънд.
Сю Монгредиен живее със семейството си в Бат.

## Произведения

### Като Луси Даймънд

#### Самостоятелни романи
- Any Way You Want Me (2007)
- Over You (2008)
- Hens Reunited (2009)
- Sweet Temptation (2010)
- Summer With My Sister (2012)
- Me and Mr Jones (2013)
- One Night in Italy (2014)
Една нощ в Италия, изд.: ИК „Кръгозор“, София (2014), прев. Маргарита Спасова
- The Year of Taking Chances (2014)
- Summer at Shell Cottage (2015)
- The Secrets of Happiness (2016)
- The House of New Beginnings (2017)
- On a Beautiful Day (2018)
- Something to Tell You (2018)
- An Almost Perfect Holiday (2019)
Почти перфектна почивка, изд.: „Сиела“, София (2020), прев. Надя Баева
- The Promise (2020)
- Anything Could Happen (2021)

#### Серия „Плажно кафене“ (The Beach Cafe)
1. The Beach Cafe (2011)
2. Christmas at the Beach Cafe (2013)
3. Christmas Gifts at the Beach Cafe (2014)
4. A Baby at the Beach Cafe (2016)

### Като Сю Монгредиън

#### Самостоятелни романи
- Rough Diamonds (1995)
- Flesh and Blood (1996)
- New Place, New Face (1997)

#### Детска литература

##### Самостоятелни
- Rough Diamonds (1995)
- Flesh and Blood (1996)
- All About Combs (2002)
- Best Friends Forever Journal (2005)
- Tigers Love to Say Goodnight (2008)
- Before We Go to Bed (2011)
- Harry and the Monster (2013)
- The Real Family Christmas: Three Stories in One (2019)

##### Серии

###### Серия „Семейните приключения на Пи Джи Типс“ (PG Tipps Family Adventures)
1. Adventureland Fun (1998)
2. Kevin the Football Star (1998)
3. Kevin's Birthday (1998)
4. Samantha on Stage (1998)
5. Shirley's Big Day
6. Tipps Family Holiday (1998)
7. Grandma Comes to Stay (1999)

###### Серия „Магическият ключ“ (The Magic Key)
1. The Anneena Academy (2001)
2. Nadim's Machine (2001)
3. The Stone of Contentment (2001)
4. Fraser the Eraser (2001)
5. Clutterland Band (2001)
6. Code Calling (2001)
7. Flying Circus
8. Lug and the Giant Storks
9. Giant and the Knee Nibblers
10. The Cream Cake Mystery
11. Biff and the Queen of Hearts
12. Biff of the Jungle
13. Floppy and the Puppies
14. Troll Talk
15. Master Hansel and Miss Gretel

###### Серия „Ужасни семейства“ (Frightful Families)
1. Headmaster Disaster (2005)
2. Astronerds (2006)
3. Explorer Trauma (2006)
4. Millionaire Mayhem (2006)
5. Popstar Panic (2006)
6. Clown Calamity (2006)
7. Football-Mad Dad (2006)

###### Серия „Оливър Муун“ (Oliver Moon)
1. Oliver Moon and the Potion Commotion (2006)
2. Oliver Moon & the Dragon Disaster (2006)
3. Oliver Moon and the Nipperbat Nightmare (2007)
4. Oliver Moon's Summer Howliday (2007)
5. Oliver Moon's Christmas Cracker (2007)
6. Oliver Moon and the Spell-off (2007)
7. Oliver Moon's Fangtastic Sleepover (2007)
8. Oliver Moon and the Broomstick Battle (2007)
9. Happy Birthday, Oliver Moon (2008)
10. Oliver Moon and the Spider Spell (2008)
11. Oliver Moon and the Monster Mystery (2009)
12. Oliver Moon's Troll Trouble (2009)

###### Серия „Принц Джейк“ (Prince Jake) – с Марк Бийч
1. It's Snow Joke! (2008)
2. The Dungeon of Doom (2008)
3. Monster Madness (2008)
4. Swordfights and Slimeballs! (2008)
5. Knighty-Knight (2009)
6. Sticky Gum Fun (2009)

###### Серия „Тайната русалка“ (The Secret Mermaid)
1. Enchanted Shell (2009)
2. Seaside Adventure (2009)
3. Underwater Magic (2009)
4. Reef Rescue (2009)
5. Deep Trouble (2009)
6. Return of the Dark Queen (2009)
7. Seahorse SOS (2010)
8. Dolphin Danger (2010)
9. Penguin Peril (2010)
10. Turtle Trouble (2010)
11. Whale Rescue (2010)
12. The Dark Queen's Revenge (2010)

###### Серия „Котешки клуб“ (Kitten Club)
1. Ginger's New Home (2010)
2. Smoky's Great Escape (2010)
3. Honey's New Friend (2011)
4. Truffle's Secret Hideaway (2011)
5. Buster's Naughty Tricks (2011)

###### Серия „Капитан котка“ (Captain Cat)
- Captain Cat and the Great Pirate Race (2019)
- Captain Cat and the Treasure Map (2019)

###### Участия в съвместни серии детска литература
- J-17
  - New Place New Face (1997)
- Adventures of Shirley Holmes
  - The Case Of The Alien Abductions (1998)
- Red Fox Joke Books
  - The Millennium Joke Book (1999)
- Sleepover Club
  - 20. Sleepover Girls on the Catwalk (1999)
  - 23. Sleepover Girls Go Snowboarding (1999)
  - 26. We Love You, Sleepover Club (2000)
  - 32. Sleepover Girls See Stars (2000)
  - 36. Merry Christmas, Sleepover Club: Christmas Special (2000)
  - 38. Sleepover Girls Go Splash! (2000)
  - 41. Sleepover Club at the Carnival (2001)
  - 46. The Sleepover Club On The Farm (2002)
  - 54. The Sleepover Girls Go Treasure Hunting (2003)
- Girl Talk – Best Friends
  - 5. Gemma's Big Chance (1999)
- Captain Pugwash
  - The Portobello Plague (2000)
  - The Treasure Trail (2000)
- RSPCA:
  - 2. Puppy Gets Stuck (2013),
  - 4. The Abandoned Kitten (2013)
  - 5. Little Owl Needs a Home (2013)

#### Документалистика
- The Millennium Joke Book (1999)

### Като Александра Мос

#### Серия „Дневниците от Кралското училище за балет“ (Royal Ballet School Diaries)
1. Ellie's Chance to Dance (2005)
2. Lara's Leap of Faith (2005)
3. Isabelle's Perfect Performance (2005)
4. Sophie's Flight of Fantasy (2005)
5. Kate's Special Secret (2005)
6. Grace's Show of Strength (2005)
7. New Girl (2006)
8. Boys or Ballet? (2006)